# Rozdziele (Beskid Niski)
Rozdziele (789 m n.p.m.; dawniej również: Cyrhla, 790 m n.p.m.) – niewybitny szczyt na południowo-zachodnim skraju Beskidu Niskiego, wznoszący się na północ od wsi Mochnaczka Wyżna, ok. 2 km na wschód od przełęczy Krzyżówka.
Leży w grzbiecie, stanowiącym wododział między dorzeczem Mochnaczki (a więc Popradu) na południowym zachodzie a dorzeczem Białej Dunajcowej na północnym wschodzie. Grzbiet ten, oddzielający się od głównego grzbietu wododziałowego Karpat na Czerteży (tuż na wschód od Dzielca, 792 m n.p.m.) biegnie na północny zachód przez Mizarne (770 m n.p.m.) i Piorun (743 m n.p.m.), po czym w szczycie Harniaków Wierchu (768 m n.p.m.) zakręca ku zachodowi, by przez Rozdziele i Garb (780 m n.p.m., dawniej 784 m n.p.m.) osiągnąć przełęcz Krzyżówkę, za którą ponownie wznosi się i rozgałęzia, tworząc pasmo Jaworzyny Krynickiej. Najwyższy punkt wzniesienia leży nieco na południe od linii wspomnianego grzbietu.
Na zachodnich i południowych stokach szczytowego spiętrzenia Rozdziela mają swój początek niektóre źródłowe potoki Mochnaczki, natomiast na stokach wschodnich – źródłowe cieki jej lewobrzeżnego dopływu – Fataloszki.
Szczyt prawie w całości zalesiony, jedynie na południowo-wschodnich zboczach ciąg polan. W całym masywie Rozdziela i Harniaków Wierchu nie ma znakowanych szlaków turystycznych co powoduje, że jest on bardzo rzadko odwiedzany przez turystów.